# سوپراستار کی

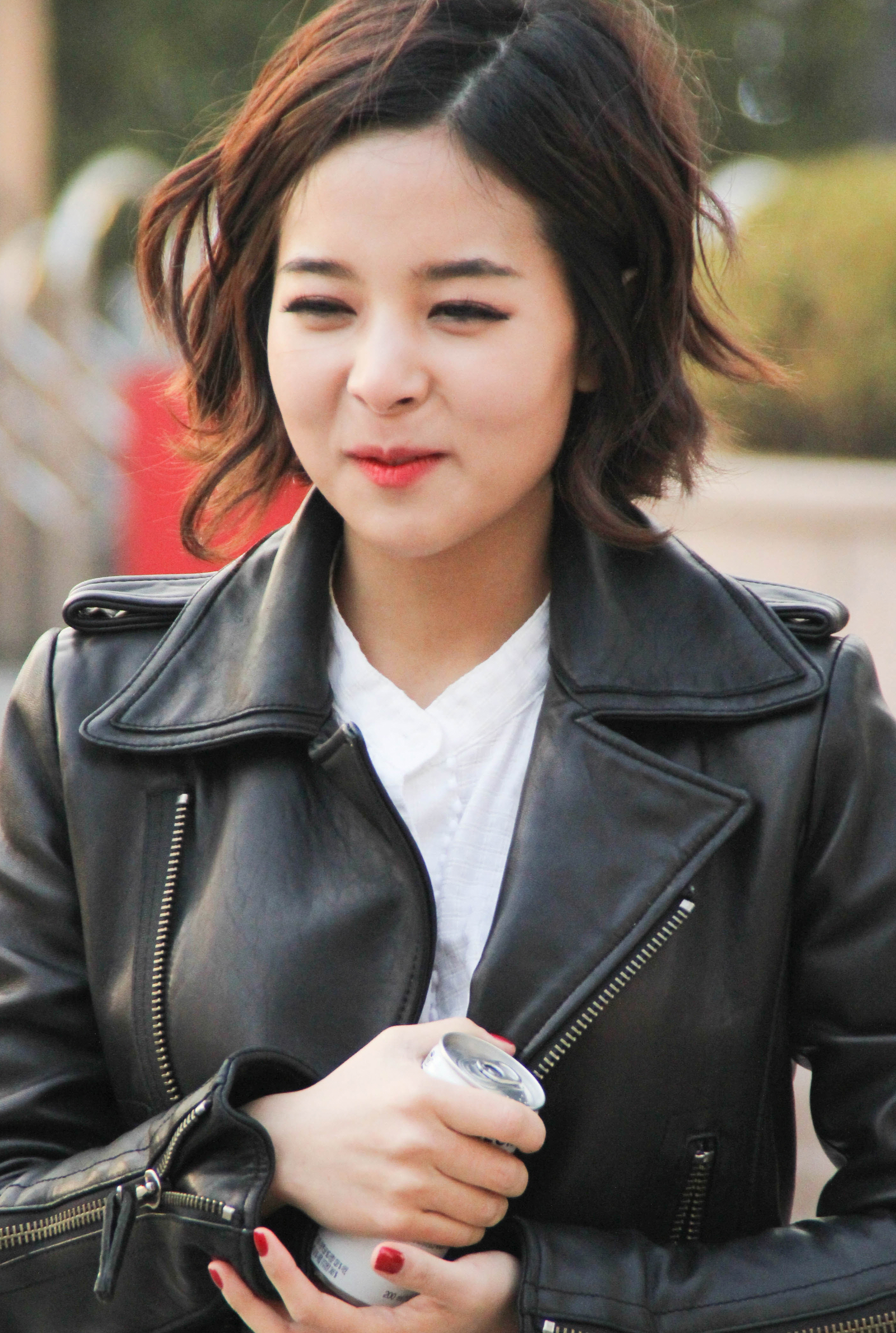

سوپراستار کی (انگلیسی: Superstar K; کره‌ای: 슈퍼스타 K) یک برنامه تلویزیونی نمایش استعدادیابی است که سالانه برگزار می‌شود. اولین فصل در سال ۲۰۰۹ برگزار شد و توجه‌های زیادی به خود جلب کرد و تبدیل به بزرگ‌ترین برنامه استعدادیابی در کره جنوبی شد. کانسپت برنامه سوپراستار کی شامل پیدا کردن «سوپراستار» بعدی است و برنده هر هفته توسط ترکیب امتیاز داوران و رأی بینندگان انتخاب می‌شود.